# Rezervní měna

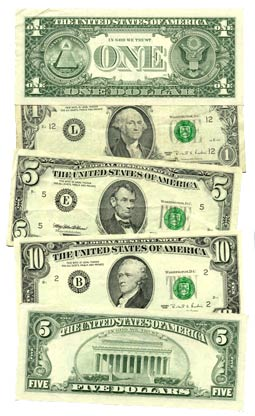
Obrázky různých amerických dolarů. Ačkoli jsou dolary samotné veřejné vlastnictví (s omezením použití v USA na základě neautorských zákonů), není jasné, jaká je licence na kompilaci.

Rezervní měna je měna, která je ve vyšším množství uchovávána mnoha vládami a (finančními) institucemi coby část jejich zahraničních směnných rezerv. Rezervní měna má současně tendenci být mezinárodní měnou pro určování ceny zboží (komodit, služeb) na globálním trhu, jako je ropa, zlato, atd.

## Historie
Mezinárodně používanými měnami byly ve starověku a středověku řecká drachma, římský denár, byzantský solidus, arabský dinár, benátský dukát či florentský florin.
Nizozemský gulden byl v Evropě de facto rezervní měnou v 17. a 18. století.
Britský šterlink byl světovou rezervní měnou v 19. století a v 1. polovině 20. století.
Po zavedení brettonwoodského systému v roce 1945 se dominantní světovou rezervní měnou stal americký dolar. Ve 2. polovině 20. století ztrácel svůj význam britský šterlink, naopak rostl význam západoněmecké (později německé) marky a japonského jenu. Po zavedení evropské měnové jednotky ECU v roce 1979 se i ona stala významnou rezervní měnou. V roce 1999 ji nahradilo euro, které zároveň jako rezervní měna nahradilo měny, jako byly německá marka či francouzský frank.
Některé měny slouží jako regionální rezervní měny (nikoliv globální). To je případ kanadského dolaru v Americe a australského dolaru v asijsko-pacifickém regionu.

## Podíly rezervních měn
Mezinárodní měnový fond publikuje čtvrtletně Currency Composition of Foreign Exchange Reserves (COFER).
| z • d • e          | 2018 | 2017   | 2016   | 2015   | 2014   | 2013   | 2012   | 2011   | 2010   | 2009   | 2008   | 2007   | 2006   | 2005   | 2004   | 2003   | 2002   | 2001   | 2000   | 1995   | 1990   | 1985   | 1980   | 1975   | 1970   | 1965   |
| Americký dolar     | 61.74% | 62.72% | 65.36% | 65.73% | 65.14% | 61.24% | 61.47% | 62.59% | 62.14% | 62.05% | 63.77% | 63.87% | 65.04% | 66.51% | 65.51% | 65.45% | 66.50% | 71.51% | 71.13% | 58.96% | 47.14% | 56.66% | 57.88% | 84.61% | 84.85% | 72.93% |
| Euro (do 1998 ECU) | 20.67% | 20.16% | 19.13% | 19.14% | 21.20% | 24.20% | 24.05% | 24.40% | 25.71% | 27.66% | 26.21% | 26.14% | 24.99% | 23.89% | 24.68% | 25.03% | 23.65% | 19.18% | 18.29% | 8.53%  | 11.64% | 14.00% | 17.46% |        |        |        |
| Německá marka      | |        |        |        |        |        |        |        |        |        |        |        |        |        |        |        |        |        |        | 15.75% | 19.83% | 13.74% | 12.92% | 6.62%  | 1.94%  | 0.17%  |
| Japonský jen       | 5.20% | 4.89%  | 3.95%  | 3.75%  | 3.54%  | 3.82%  | 4.09%  | 3.61%  | 3.66%  | 2.90%  | 3.47%  | 3.18%  | 3.46%  | 3.96%  | 4.28%  | 4.42%  | 4.94%  | 5.04%  | 6.06%  | 6.77%  | 9.40%  | 8.69%  | 3.93%  | 0.61%  |        |        |
| Britský šterlink   | 4.42% | 4.54%  | 4.34%  | 4.71%  | 3.70%  | 3.98%  | 4.04%  | 3.83%  | 3.94%  | 4.25%  | 4.22%  | 4.82%  | 4.52%  | 3.75%  | 3.49%  | 2.86%  | 2.92%  | 2.70%  | 2.75%  | 2.11%  | 2.39%  | 2.03%  | 2.40%  | 3.42%  | 11.36% | 25.76% |
| Francouzský frank  | |        |        |        |        |        |        |        |        |        |        |        |        |        |        |        |        |        |        | 2.35%  | 2.71%  | 0.58%  | 0.97%  | 1.16%  | 0.73%  | 1.11%  |
| Čínské renminbi    | 1.89% | 1.23%  | 1.07%  |        |        |        |        |        |        |        |        |        |        |        |        |        |        |        |        |        |        |        |        |        |        |        |
| Kanadský dolar     | 1.84% | 2.02%  | 1.94%  | 1.77%  | 1.75%  | 1.83%  | 1.42%  |        |        |        |        |        |        |        |        |        |        |        |        |        |        |        |        |        |        |        |
| Australský dolar   | 1.62% | 1.80%  | 1.69%  | 1.77%  | 1.59%  | 1.82%  | 1.46%  |        |        |        |        |        |        |        |        |        |        |        |        |        |        |        |        |        |        |        |
| Švýcarský frank    | 0.14% | 0.18%  | 0.16%  | 0.27%  | 0.24%  | 0.27%  | 0.21%  | 0.08%  | 0.13%  | 0.12%  | 0.14%  | 0.16%  | 0.17%  | 0.15%  | 0.17%  | 0.23%  | 0.41%  | 0.25%  | 0.27%  | 0.33%  | 0.84%  | 1.40%  | 2.25%  | 1.34%  | 0.61%  |        |
| Nizozemský gulden  | |        |        |        |        |        |        |        |        |        |        |        |        |        |        |        |        |        |        | 0.32%  | 1.15%  | 0.78%  | 0.89%  | 0.66%  | 0.08%  |        |
| Ostatní měny       | 2.48% | 2.50%  | 2.37%  | 2.86%  | 2.83%  | 2.84%  | 3.26%  | 5.49%  | 4.43%  | 3.04%  | 2.20%  | 1.83%  | 1.81%  | 1.74%  | 1.87%  | 2.01%  | 1.58%  | 1.31%  | 1.49%  | 4.87%  | 4.89%  | 2.13%  | 1.29%  | 1.58%  | 0.43%  | 0.03%  |
|                    | Zdroj: World Currency Composition of Official Foreign Exchange Reserves Archivováno 13. 6. 2019 na Wayback Machine. Mezinárodní měnový fond |        |        |        |        |        |        |        |        |        |        |        |        |        |        |        |        |        |        |        |        |        |        |        |        |        |

## Výhody pro emitující zemi
Zemi emitující tuto měnu to umožňuje
- půjčovat si peníze za nižší úrok (využívajíc většího zájmu o tuto měnu ve srovnání s ostatními měnami)
- ušetřit na směně měny při nákupu komodit, pokud je kupují v domácí měně